# Maxomys moi
Maxomys moi és una espècie de mamífer rosegador de la família dels múrids. Viu a altituds d'entre 190 i 1.500 msnm a Laos i el Vietnam. Els seus hàbitats naturals són els boscos perennifolis de frondoses, tant primaris com secundaris, així com els matollars. Les poblacions que viuen a menor altitud estan amenaçades per l'expansió dels camps de conreu.